# Bastien Range
Die Bastien Range ist ein Gebirgszug von moderater Höhe im westantarktischen Ellsworthland. Er erstreckt sich über eine Länge von 65 km in nordwest-südöstlicher Ausrichtung im Ellsworthgebirge und flankiert die Südwestseite des Nimitz-Gletschers und der Sentinel Range.
Das Advisory Committee on Antarctic Names benannte ihn nach dem US-amerikanischen Geologen Thomas W. Bastien (1933–2010), Leiter der von Hubschraubern unterstützten Mannschaft der University of Minnesota zur Erkundung des Ellsworthgebirges zwischen 1963 und 1964. Bastien hatte bereits derjenigen Mannschaft der Universität angehört, die dort zwischen 1961 und 1962 tätig war.